# Karekura, Shrirangapattana
Karekura là một làng thuộc tehsil Shrirangapattana, huyện Mandya, bang Karnataka, Ấn Độ.